# Сен Кристоф
Сен Кристоф (итал. Saint-Christophe) је насеље у Италији у округу Долина Аосте, региону Долина Аосте.
Према процени из 2011. у насељу је живело 2982 становника. Насеље се налази на надморској висини од 774 м.

## Становништво
Према резултатима пописа становништва 2011. у општини је живело 3.356 становника.
| 1931. | 1936. | 1951. | 1961. | 1971. | 1981. | 1991. | 2001. | 2011. |
| ----- | ----- | ----- | ----- | ----- | ----- | ----- | ----- | ----- |
| 1.377 | 1.539 | 1.514 | 1.608 | 1.705 | 2.340 | 2.598 | 2.982 | 3.356 |

## Партнерски градови
- Белгард сир Валсерин